# غارة حزمة كيو الجوية
غارة حزمة كيو الجوية (الإنجليزية: Package Q Strike) كانت أكبر ضربة جوية في حرب الخليج الثانية وأكبر ضربة من طائرات إف-16 في التاريخ العسكري. استخدمت طائرات كثيرة من طراز إف - 117 نايت هوك لمهاجمة أهداف في بغداد التي كانت أكثر المناطق دفاعا في العراق. ضرب الهدف نفسه عدة مرات من قبل إف - 117 نايت هوك وكانت الحزمة الأخيرة تتألف من 17 طائرة إف-111 آردفارك في اليوم التاسع عشر من الحرب.
كان الهدف الرئيسي من الضرب هو منشأة طويحة للبحوث النووية بالقرب من بغداد التي كانت موقع المفاعل النووي أوزيراك الذي هاجمته القوات الجوية الإيرانية في عام 1980 ومرة أخرى من قبل سلاح الجو الإسرائيلي في عام 1981 جنبا إلى جنب مع العديد من المواقع العسكرية الأخرى حول المدينة. أسقطت طائرتان وأصبح طيارين أسيري حرب. لم يتحقق هذا الهدف من البعثة إذ لم تتضرر المفاعلات التابعة للمرفق البحثي إلا قليلا على الرغم من إصابة العديد من الأهداف الثانوية. قامت طائرات من طراز إف - 117 نايت هوك بمهاجمة المرفق في وقت لاحق مما تسبب في أضرار جسيمة.
يعد الهجوم الأكبر في الحرب ويمثل محاولة لضرب الدفاعات العراقية ضربة خطيرة. أظهرت الغارة كيف يمكن لعدد من الحوادث الصغيرة أو الضغوط التي لا تشكل بحد ذاتها خطورة أن تسهم في نتيجة غير مرضية والتي أقنعت في نهاية المطاف قادة القوات الجوية الأمريكية لوقف المزيد من الضربات الجوية ضد وسط مدينة بغداد بالطائرات التقليدية (غير الشبح).

## مقدمة
كانت الحملة الجوية ضد العراق تسير على ما يرام بالنسبة للتحالف. تم تحليق آلاف الطلعات الجوية على مدار الساعة عبر أهداف في الكويت والعراق. أثبتت القوة الجوية العراقية أنها مترددة جدا في مهاجمة القوة الجوية الائتلافية الساحقة. تم تنظيم 56 طائرة من طراز جنرال دايناميكس إف-16 فايتينغ فالكون من الجناح المقاتل التكتيكي 388 والجناح المقاتل التكتيكي 401 مع بعض طائرات إف-4 فانتوم الثانية من سرب المقاتلة 561 وإف-15 إيغل من سرب المقاتلة 53دي في أكبر ضربة للحرب وأكبر ضرب لطائرات جنرال دايناميكس إف-16 فايتينغ فالكون في التاريخ.
ومع ذلك فقد تم الخلط بين المنظمة وكثير من القادة الجويين لم يتلقوا أوامرهم حتى ليلة 18 يناير. أضيفت الليلة الماضية ثلاثة أهداف رئيسية أخرى في وسط مدينة بغداد. هذا يعني أنه بمجرد أن قوة الهجوم تضرب المفاعل الموجود في الركن الجنوبي الشرقي من المدينة فإنه يجب أن تذهب إلى منطقة وسط المدينة الأمر الذي استدعى إطلاق مئات من صواريخ أرض-جو ومضادات الدفاع الجوي مما يجعل من السهل التقاطها. ومع ذلك لم يكن هناك وقت لتغيير خطط البعثة وذهب الهجوم قدما على أي حال.

## القوة
بسبب المسافة بين المطارات وبغداد فقد تم تحميل الطائرات من طراز إف-4 فانتوم الثانية بخفة حيث تحمل كل منها صاروخي إيه جي إم-88 هارم مضادين للإشعاع فقط بسبب ارتفاع معدل استهلاك الوقود. أدى ذلك إلى الحد من عدد الأهداف التي يمكن لطائرة قمع الدفاعات الجوية للعدو أن تهاجمها. أما الطائرات جنرال دايناميكس إف-16 فايتينغ فالكون فقد حملت بكثافة ثقيلة تحمل كل منها قنابل مارك-84 واثنين من خزانات الوقود الخارجية وصاروخين جو-جو لحمايتها من الطائرات العراقية و90 حزمة من القش مع خمسة عشر مشعل.
كان للقوات العراقية عدة قواعد جوية على بعد مسافة قصيرة من المدينة يمكن أن تكون جاهزة في دقائق وجميعها تضم طائرات ميكويان ميج-29. كما كان لدى القوات العراقية الآلاف من مواقع صواريخ أرض-جو والدفاعات المضادة للطائرات في جميع أنحاء المدينة بدءا من البنادق القاتلة من الحرب العالمية الثانية إلى صواريخ إلى الجو وصواريخ أرض-جو. عموما كان لدى العراقيين الموارد اللازمة لإصابة عدد كبير من الضحايا في قوة الضرب.

## الضربة
بعد ظهر يوم 19 يناير أقلعت جميع الطائرات من السعودية وقطر. من هناك التقوا جميعا بناقلات في المملكة العربية السعودية بالقرب من حدود المملكة العربية السعودية والعراق. واجهت مشكلة في التزود بالوقود عن طريق الناقلات. كان هناك سوء الأحوال الجوية على طول مسارات الناقلة واقتربت الناقلات من نقطة الإفراج في وقت مبكر جدا. نتيجة لذلك قادوا الطائرات في الحد الأدنى من السرعة والتي بدورها أثرت بشكل خطير على المقاتلين المرافقين. كانت الطائرات جنرال دايناميكس إف-16 فايتينغ فالكون قريبة من التوقف عن العمل وكان البعض الآخر أنار ضوء الحراقات فقط للبقاء محمولين في الهواء. فقد سقط أربعة مقاتلين كانوا ينطلقون من آخر ناقلة بعد أن أمرهم قائد بعثتهم بالعودة إلى القاعدة.
بعد التزود بالوقود تحولت جميع الطائرات نحو بغداد وتوجهت إلى حيز التنفيذ. اضطروا إلى مراوعة صواريخ أرض-جو والدفاعات الجوية بشكل متقطع على طول الرحلة على الرغم من أن الحزمة وصلت إلى مجال بغداد الجوي. رد المدفعيون العراقيون على الأمريكيين بإطلاق طلقتين على ارتفاعات عالية في وسط عدة تشكيلات. ليس من المستغرب وجود صعوبات في التواصل فيما بين مجموعات البعثات في المجموعة فقد ذكر قائد بعثة الهجمة التي استهدفت وسط بغداد أنه تلقى حوالى 80 في المائة من المكالمات.
إضافة إلى فوضى القذيفة المتفجرة أدناه فقد ألقى العراقيون قذائف 100 ملم في التشكيلات. منذ اللحظة التي تقترب فيها الحزمة من الدفاعات الجوية في بغداد فإن الطائرات تلتحق مع مواقع صواريخ أرض-جو للعدو. ومع ذلك كانت هناك مشكلة فيما يتعلق بالعناصر المخصصة للبعثة إما بسبب الوقود أو التوقيت أو قرار قائد الحزمة وليس كل ذلك إلى بغداد وعلاوة على ذلك فإن بعض الطائرات لم تطلق جميع صواريخ إيه جي إم-88 هارم مما يوحي بأن عليهم أن يغادروا بسبب مشاكل الوقود.
من خلال الاقتراب من أهدافها قامت طائرات وسط المدينة (تحلق طائرات جنرال دايناميكس إف-16 فايتينغ فالكون بمحركات نموذجية أحدث) بمرور جنرال دايناميكس إف-16 فايتينغ فالكون في الطريق إلى وتداول في وتترك الأهداف في كل بيئة معادية. في طريقها إلى وسط المدينة فإن طائرات إف-4 فانتوم الثانية التي على اليسار انخفض لديها مستوى الوقود. ترك هذا الأمر طائرات جنرال دايناميكس إف-16 فايتينغ فالكون وإف-15 إيغل وحدها ضد الدفاعات الجوية. عندما توجه الرائد جون نيكولز إلى هدفه مقر قيادة القوات الجوية العراقية فإن سمع دعوة للطائرات بالانسحاب. تحول نيكولز إلى هدف بديل وهو مصفاة لتكرير النفط تعرضت للهجوم من جانب جزء من تشكيله.
حتى هذه النقطة كان العراقيون قد أطلقوا النار على معظم صواريخهم أرض-جو. في غضون فترة زمنية قصيرة من الدعوة للانسحاب اشتبكت صواريخ أرض-جو مع نيكولز. اشتبك العديد من صواريخ أرض-جو في الوقت الراهن وكان على معظم الطائرات المراوغة وشملت «المناورات الأخيرة» التخلص من خزانات الوقود والقنابل. تقريبا نصف الطائرات ضربت مصفاة النفط وكان آخرون في طريقهم إلى أهداف بديلة عندما أطلقت صواريخ أرض-جو التي أجبرتهم على التخلص من الذخائر.
أصابت صواريخ أرض-جو إحدى طائرات جنرال دايناميكس إف-16 فايتينغ فالكون بعدما ألقت القنابل الأخيرة على مصفاة النفط. مع هروب الطائرة من بغداد تهربا من صواريخ أرض-جو أصاب صاروخ آخر طائرة أخرى من طراز جنرال دايناميكس إف-16 فايتينغ فالكون. فقدت كلتا الطائرتين لكن طياريهما نجا من الحرب ووقعا في الأسر. تمكنت إحدى الطائرتين المفقودتين من الطيران لمسافة 150 ميلا على طريق العودة بعد إصابة صاروخ أرض-جو في جنوب بغداد قبل أن يتوقف المحرك. عمومًا فإن الطيارين المشاركين في الغارة الجوية شاهدوا عشرين صاروخ أرض-جو منطلق في الجو. راوغ أحد الطيارين ما لا يقل عن ستة صواريخ أرض-جو. تعرضت العديد من طائرات جنرال دايناميكس إف-16 فايتينغ فالكون لأضرار جسيمة أو طفيفة ولكنها بقيت صالحة للطيران.
من الشريط المسجل في ذلك اليوم:
(انقطاع المراقب الجوي)

"اتجه لليمين! اتجه لليمين!"

"حسنا، أخطئه".

(تأثير)

"أصاب طائرة! أصاب طائرة!"

"أصاب طائرة! أصاب طائرة!" "الحالة؟"

"حسنا لقد أطلقت النار! إلى الجنوب مباشرة من نقطة التوجيه رقم سبعة، لا يزال يطير" أنا متجه نحو "الجنوب".

"نسخ."

لم تنته ضجة الناجين من الضرب عندما غادروا بغداد. لإنهاء يومهم بدأت ثمانية طائرات من طراز ميكويان ميج-29 تغلق باتجاه الجزء الخلفي عن طائرات جنرال دايناميكس إف-16 فايتينغ فالكون عندما خرجوا من ضواحي العاصمة وكان الغطاء العلوي من طراز إف-15 إيغل قد غادروا على ما يبدو في وقت سابق بعد طائرات إف-4 فانتوم الثانية. عندما هاجمت طائرات جنرال دايناميكس إف-16 فايتينغ فالكون طائرة ميكويان ميج-29 فقد فر العراقيون. بحلول الوقت الذي اقتربت فيه طائرات جنرال دايناميكس إف-16 فايتينغ فالكون من الحدود كان بعضها تقريبا نفد من عنده الوقود. تحطمت طائرة أحد المقاتلين بعيدا عن أراضي التحالف وكان الناقلة كك-135 من الحرس الوطني في كانساس لم تعبر إلى أراضي العدو. عندما بدأت طائرات جنرال دايناميكس إف-16 فايتينغ فالكون في إعادة التزود بالوقود في الأراضي العراقية لم يكن لديها سوى 800 رطل من الوقود على متنها على حد قول قائد الجناح ثم حلقت.

## النتيجة
يمكن أن يعزى فقدان طائرتي جنرال دايناميكس إف-16 فايتينغ فالكون لسلسلة من الضغوط وتأخر ترتيب المهام الجوية وعدم كفاية وقت التنسيق وهو النهج التكتيكي الذي وفر تحذير كبير للعراقيين ومشاكل الوقود للطيران والطقس السيئ وعدم فعالية الدفاعات الجوية.
كان هناك عدد من الدروس الحاسمة من الحزمة كيو. كان من الواضح أن الدفاعات العراقية في بغداد بقيت قاتلة إذ أن الضربات المستقبلية على بغداد ستكون في معظمها من طراز إف - 117 نايت هوك وبتنسيق أفضل لضرب أهدافا في وسط بغداد.
غير أنه كان هناك تحول تنفيذي حاسم تسبب في فشل البعثة. كان الجنرال باستر غلوسون ومخططيه يأملون في أن يسمح تدمير كل أو جزء من دفاعات بغداد الجوية بإرسال مجموعات كبيرة من طائرات جنرال دايناميكس إف-16 فايتينغ فالكون إلى العاصمة خلال النهار. كانت أهدافهم كما في صباح اليوم الثالث أكبر مقر لقيادة النظام مثل حزب البعث العربي الاشتراكي والحرس الجمهوري ومديرية المخابرات العسكرية العامة. كانت هذه الهياكل كبيرة لدرجة أن القنابل غير الموجهة التي أسقطتها طائرات جنرال دايناميكس إف-16 فايتينغ فالكون على الرغم من أنها أقل دقة فإن أمكن ضربها بنجاح. كرموز للنظام فإنه كان من المأمول أن يكون لتدمير هذه المقرات آثار سياسية وعسكرية كبرى.
غير أن الصعوبات التي واجهتها الحزمة كيو فضلا عن احتمال إطلاق القنابل غير المقصودة من قبل الطائرات في إطار هجوم صواريخ أرض-جو تسببت في أن يقرر الجنرال تشاك هورنر ومخططيه إرسال مجموعة جنرال دايناميكس إف-16 فايتينغ فالكون ضد وسط مدينة بغداد في اليوم التالي. ما أفاد القيادة الأمريكية جيدا في هذه الحرب الجوية هو حقيقة أنها لم تكرر الحزمة كيو لإثبات بعض المعتقدات العقائدية للقيادة العليا على حساب حياة أطقم الطائرات. تكيف القادة الجويون الأمريكيون مع الوضع كما كان. علاوة على ذلك فإن حزمة جنرال دايناميكس إف-16 فايتينغ فالكون سوف تبقى أصغر وبالتالي أكثر قابلية للإدارة وأسهل للتنسيق والتحليق لبقية الحرب.